# Nižneleninskoe
Nižneleninskoe (in lingua russa Нижнеленинское) è un centro abitato dell'Oblast' autonoma ebraica, situato nel Leninskij rajon.
Nei pressi del villaggio è stato inaugurato nel 2021 il ponte ferroviario di Tongjiang-Nižneleninskoe, che attraversa il confine tra Russia e Cina rappresentato dal fiume Amur.